# Atyria basina
Atyria basina là một loài bướm đêm trong họ Geometridae.